# Явапай (окръг)
Вижте пояснителната страница за други значения на Явапай.
Окръг Явапай (на английски: Yavapai County) е окръг в щата Аризона, Съединени американски щати. Площта му е 21 051 km², а населението – 225 562 души (2016). Административен център е град Прескът.

## Градове
- Дюи - Хъмбоулт
- Кемп Верде
- Кларкдейл
- Прескот Вали
- Чино Вали